# Panciu
Panciu is een stad in het district Vrancea, in Roemenië, in het zuidwesten van de regio Moldavië, op 30 km afstand van districtshoofdstad Focșani. De stad ligt aan de rivier Tișita. Er wonen ongeveer 9100 mensen in Panciu.
Panciu en omgeving staan erg bekend om hun witte wijnen en mousserende wijnen.